# Doze imames
Os doze imames ou imãs são os sucessores espirituais e políticos do profeta islâmico Maomé na tradição duodecimana ou Athnā‘ashariyyah do islã xiita e alevita. Segundo a teologia dos duodecimanos, os Doze Imãs são seres humanos exemplares que não apenas governam as comunidades com justiça, mas também são capazes de manter e interpretar a xaria e o sentido esotérico do Corão. As palavras e ações de Maomé e dos Imãs são um guia e um modelo para a comunidade seguir; como resultado, os imãs devem estar livres do erro e do pecado, ou seja, devem seguir a Ismah (infalibilidade) e devem ser escolhidos por decreto divino (nass) do profeta.

## Crença
No xiismo duodecimano acredita-se que 'aql, a sabedoria divina, é a fonte das almas dos profetas e dos imãs e lhes dá conhecimento esotérico (Hikmah) e que seus sofrimentos são um meio de transmitir graça divina para seus devotos. Embora o imã não seja recipiente de uma revelação divina (wahi), ele possui uma relação próxima com Deus, através da qual Deus o guia, e o imã, por sua vez, guia o povo. Os imãs também são guiados pelos textos secretos em sua posse, tais como al-Jafr e al-Jamia. Imāmah, a crença no guia divino, é uma crença fundamental da doutrina duodecimana e baseia-se no conceito de que Deus não deixaria a humanidade sem acesso à Sua liderança.
Segundo os duodecimanos, sempre existiu um imã em todas as eras; o imã é a autoridade divinamente escolhida em todos assuntos da fé e da lei na comunidade muçulmana. Ali foi o primeiro dos Doze Imãs e, segundo os duodecimanos e sufistas, é o sucessor legítimo de Maomé, sendo sucedido pelos descendentes masculinos de Maomé gerados por sua filha Fátima. Cada imã é o filho de um imã anterior, com a exceção de Huceine ibne Ali, que era irmão de Haçane ibne Ali. O décimo segundo e último imã é Maomé Almadi, que os duodecimanos acreditam estar vivo ainda hoje, escondido na Grande Ocultação até que retorne para trazer a justiça ao mundo. Os xiitas e alevitas duodecimanos acreditam que os Doze Imãs foram previstos na Hádice dos Doze Sucessores. Todos os imãs tiveram mortes não-naturais, com exceção do último, que segundo a tradição estaria vivendo em ocultação.
Os Doze Imãs também têm um papel proeminente em algumas ordens sufitas e são vistos como os líderes espirituais do islã, uma vez que muitas das Silsilas (cadeias espirituais) das ordens sufitas descendem de algum dos Doze Imãs.

## Os Doze Imames
| Número | Representação caligráfica | Nome                                                         | Título (Árabe/Turco)                                                                                     | Data de NascimentoMorte (EC/AH)   | Importância | Local de nascimento               | Razão e local de morte e local de enterro |
| ------ | ------------------------- | ------------------------------------------------------------ | --- | --------------------------------- | --- | --------------------------------- | --- |
| 1      |                           | Ali ibne Abu Talibe علي بن أبي طالبAbu al-Haçane أبو الحسن   | Miralmuminim (Comandante dos Fiéis) al-Murtada (O Adorado) Birinci Ali                                   | 600–66123 (antes da Hijra)–40     | O primeiro Imã e sucessor legítimo de Maomé e todo o xiita; no entanto, os sunitas reconhecem-no como quarto califa também. Possui uma posição de destaque em quase todas as ordens sufitas; os membros dessas ordens identificam sua descendência a Maomé através dele.                                                 | Meca                              | Assassinado por Abderramão ibne Muljã, um carijita, em Cufa, que lhe cortou com uma espada envenenada enquanto ele rezava. Enterrado na Mesquita do Imã Ali em Najaf, Iraque.                                     |
| 2      |                           | Haçane ibne Ali حسن بن عليAbu Maomé أبو محمد                 | al-Mūjtabā (O Escolhido) İkinci Ali                                                                      | 625–670 3–50                      | Neto mais velho de Maomé, filho de sua filha Fátima. Haçane sucedeu seu pai como califa de Cufa e, através de um acordo de paz firmado com Moáuia I, renunciou ao controle do Iraque após um reinado de sete meses. | Medina                            | Envenenado por sua esposa em Medina, Arábia Saudita segundo as ordens do califa Moáuia I, segundo a tradição duodecimana. Enterrado no Cemitério Baqi, Medina, Arábia Saudita.                                    |
| 3      |                           | Huceine ibne Ali حسین بن عليAbu Abdilá أبو عبدالله           | Saíde Axuada (Mestre dos Mártires) Üçüncü Ali                                                            | 626–680 4–61                      | Neto de Maomé e irmão de Haçane ibne Ali. Huceine se opôs ao califa Iázide I. Como resultado, ele e sua família foram mortos na Batalha de Carbala pelas tropas de Iázide. Após esse incidente, a comemoração de Huceine ibne Ali se tornou um ritual central do xiismo.                                                 | Medina                            | Morto e decapitado na Batalha de Carbala. Enterrado no Templo do Imã Huceine em Carbala, Iraque. |
| 4      |                           | Ali ibne Huceine علي بن الحسینAbu Maomé أبو محمد             | al-Sajjad, Zayn al-'Abidin (Aquele que se prostra constantemente, Ornamento dos Adoradores) Dördüncü Ali | 658/9 – 712 38–95                 | Autor das orações em Sahifa al-Sajjadiyya, conhecido como "Salmo da Casa do Profeta." | Medina                            | Segundo a maioria dos estudiosos xiitas, ele foi envenenado por ordem do califa Ualide I em Medina, Arábia Saudita. Enterrado no Cemitério Baqi, Medina, Arábia Saudita.                                          |
| 5      |                           | Maomé ibne Ali محمد بن عليAbu Jafar أبو جعفر                 | Baqir al-Ulum (O Revelador do Conhecimento) Beşinci Ali                                                  | 677–732 57–114                    | Fontes xiitas e sunitas descrevem-no como um dos primeiros e mais eminentes alfaquis, tendo dado aulas a muitos estudantes durante seu mandato. | Medina                            | Segundo estudiosos xiitas, ele foi envenenado por Ibraim ibne Ualide ibne Abedalá em Medina, Arábia Saudita por ordem do califa Hixame ibne Abedal Maleque. Enterrado no Cemitério Baqui, Medina, Arábia Saudita. |
| 6      |                           | Jafar ibne Maomé جعفر بن محمدAbu Abdilá أبو عبدالله          | as-Sadiq (O Honesto) Altıncı Ali                                                                         | 702–765 83–148                    | Estabeleceu a jurisprudência Ja'fari e desenvolveu a teologia dos duodecimanos. Instruiu muitos estudiosos em diferentes campos, incluindo Abu Hanifa e Maleque ibne Anas (fiqh), Uacil ibne Ata e Hixame ibne Hacame (calâm) e Geber (ciência e alquimia).                                                              | Medina                            | Segundo fontes xiitas, foi envenenado em Medina, Arábia Saudita por ordem do califa Almançor. Enterrado no Cemitério Baqi, Medina, Arábia Saudita.                                                                |
| 7      |                           | Muça ibne Jafar موسی بن جعفرAbu al-Haçane I أبو الحسن الاول  | Alcazim (O Tranquilo) Yedinci Ali                                                                        | 744–799 128–183                   | Líder da comunidade xiita durante o cisma de Ismaili e outros grupos após a morte do antigo imã. Estabeleceu uma rede de agentes que coletou khums na comunidade xiita do Oriente Médio e do Coração. Possui posição proeminente no Madismo; os membros dessas ordens identificam sua descendência a Maomé através dele. | Medina                            | Envenenado em Bagdá, Iraque por ordem do califa Harune Arraxide, segundo a tradição xiita. Enterrado em Kazimayn, Iraque.                                                                                         |
| 8      |                           | Ali ibne Muça علي بن موسیAbu al-Haçane II أبو الحسن الثانی   | al-Rida, Reza (O Agradável) Sekizinci Ali                                                                | 765–817 148–203                   | Nomeado príncipe pelo califa Almamune, famoso por seus debates com teólogos muçulmanos e não-muçulmanos. | Medina                            | Segundo fontes xiitas, foi envenenado em Mexed, Irã por ordem do califa Almamune. Enterrado no Templo de Imã Reza em Mexed, Irã.                                                                                  |
| 9      |                           | Maomé ibne Ali محمد بن عليAbu Jafar أبو جعفر                 | al-Taqi, al-Jawad (O Temente a Deus, O Generoso) Dokuzuncu Ali                                           | 810–835 195–220                   | Famoso por sua generosidade e piedade diante da perseguição do Califado Abássida. | Medina                            | Envenenado por sua esposa, filha de Almamune, em Bagdá, Iraque por ordem do califa Almotácime, segundo fontes xiitas. Enterrado em Kazimayn, Iraque.                                                              |
| 10     |                           | Ali ibne Maomé علي بن محمدAbu al-Haçane III أبو الحسن الثالث | al-Hadi, al-Naqi (O Guia, O Puro) Onuncu Ali                                                             | 827–868 212–254                   | Fortaleceu a rede de agentes na comunidade xiita. Enviou-os instruções e recebeu, em troca, contribuições financeiras dos fiéis em forma de khums e votos religiosos. | Surayya, vilarejo perto de Medina | De acordo com fontes xiitas, ele foi envenenado em Samarra, Iraque por ordem do califa Almutaz. Enterrado na Mesquita Alascari em Samarra, Iraque.                                                                |
| 11     |                           | Haçane ibne Ali الحسن بن عليAbu Maomé أبو محمد               | Alascari (O Cidadão de uma Cidade Guarnecida) Onbirinci Ali                                              | 846–874 232–260                   | Durante a maior parte de sua vida, o califa abássida Almutâmide colocou restrições em sua vida após a morte de seu pai. A repressão aos xiitas era grande na época devido à crescente população e influência deles. | Medina                            | Segundo os xiitas, ele foi envenenado por ordem do califa Almutâmide em Samarra, Iraque. Enterrado na Mesquita Alascari em Samarra, Iraque.                                                                       |
| 12     |                           | Maomé ibne Haçane محمد بن الحسنAbu Alcacim أبو القاسم        | Mádi, imame oculto, al-Hujjah (O Guiado, A Prova) Onikinci Ali                                           | 868–desconhecido 255–desconhecido | Segundo a doutrina xiita duodecimana e os sufitas, ele é uma personalidade histórica, o atual imã e o Mádi prometido, uma figura messiânica que retornará com Cristo. Ele irá restabelecer a governança legítima do Islã e encher a Terra de justiça e paz.                                                              | Samarra, Iraque                   | Segundo a doutrina xiita, os sufitas e alguns sunitas, ele está vivendo sob ocultação desde 872 e continuará vivendo assim conforme o desejo de Deus.                                                             |